# Raymond Langendries
Raymond A. Langendries (Tubeke, 1 oktober 1943) is een voormalig Belgisch christendemocratisch politicus.

## Levensloop
Langendries werd beroepshalve leraar.
In 1971 werd hij voor de PSC verkozen tot gemeenteraadslid van Tubeke, waar hij van 1976 tot 1982 eerste schepen was. Van 1995 tot 2012 was hij burgemeester van de gemeente. Nadat zijn partij in 2012 in de oppositie belandde, verliet Raymond Langendries de gemeentepolitiek van Tubeke ten voordele van zijn zoon Benoît. In 2018 maakte hij een korte politieke comeback en deed hij een poging om opnieuw burgemeester van Tubeke te worden. Zijn partij bleef echter in de oppositie, waarna Langendries besloot om niet in de gemeenteraad te zetelen.
Van 1972 tot 1974 was hij politiek secretaris van de PSC-fractie in de Kamer van volksvertegenwoordigers en van 1974 tot 1979 was hij nationaal secretaris van de PSC, waarna hij aan een parlementaire loopbaan begon. Van 1979 tot 1981 en van 1991 tot 2004 was hij lid van de Kamer en van 1985 tot 1991 zetelde hij in de Belgische Senaat als provinciaal senator voor Brabant. Nadat hij bij de verkiezingen van 1981 niet werd herkozen, was Langendries van 1981 tot 1985 kabinetschef van toenmalig minister van Binnenlandse Zaken Charles-Ferdinand Nothomb. Door het toen bestaande dubbelmandaat zetelde hij van 1979 tot 1980 ook in de Franse Cultuurraad en van 1980 tot 1985 en van 1991 tot 1995 in de Franse Gemeenschapsraad en de Waalse Gewestraad. Hij eindigde zijn parlementaire loopbaan als lid van het Europees Parlement, waar hij zetelde van 2004 tot 2009.
In de Kamer was hij van 1979 tot 1981, van 1991 tot 1995 en van 1999 tot 2004 voorzitter van de PSC- en vanaf 2002 de cdH-fractie en van 1995 tot 1999 was hij de voorzitter van de Kamer. Van 1985 tot 1989 was hij tevens de voorzitter van de PSC-fractie in de Senaat. In 1994 stelde hij zich kandidaat voor het partijvoorzitterschap van de PSC, maar Langendries verloor van zittend partijvoorzitter Gérard Deprez.
Daarnaast was hij van 1989 tot 1992 minister van Openbaar Ambt in de regeringen-Martens VIII en -Martens IX. In 1990 ondertekende hij in deze functie samen met 14 andere regeringsleden de abortuswet, nadat koning Boudewijn dit geweigerd had. Sedert 2002 is hij minister van staat.
Bij de federale regeringsvorming van 2007 kwam hij even in beeld als bemiddelaar nadat Yves Leterme zijn formatieopdracht zonder akkoord teruggaf aan koning Albert II van België op 23 augustus 2007. Uiteindelijk riep de koning enkele ministers van staat bij zich en duidde hij op dat moment geen enkele bemiddelaar aan. Op 17 juli 2008 werd hij samen met Karl-Heinz Lambertz (PS) en François-Xavier de Donnea (MR) door Koning Albert II aangesteld als bemiddelaar om tegen 31 juli 2008 uit te maken in welke mate en onder welke voorwaarden de communautaire dialoog tussen de Gemeenschappen van België het best kon worden gevoerd.
Als oud-Kamervoorzitter ontving Langendries pensioenbonussen, die omstreden waren omdat daarmee de wettelijk vastgelegde pensioenplafonnering van 7.813 euro per maand werd overschreden. Na juridisch onderzoek in opdracht van het bureau van de Kamer bleken deze bonussen daadwerkelijk onwettig te zijn, waarna het bureau besliste om de omstreden bonussen tot tien jaar terug terug te vorderen. Langendries kreeg daarna per brief de vraag om 173.120 euro aan onterecht verkregen pensioenbonussen terug te storten aan de Kamer.
Hij is tevens voorzitter van voetbalploeg AFC Tubize.

## Eretekens
- België: Grootkruis in de kroonorde, KB  6 juni 2009
- België: minister van staat